# Hallidaya
Hallidaya é um gênero do Ediacarano, sendo um parente próximo de Skinnera, no que hoje é a Austrália. Esses fósseis foram organismos em forma de disco que eram em forma de cúpula com simetria trirradial. 

## Descrição
Hallidaya é uma espécie de Skinnera que tem a forma de pequenos fósseis circulares preservados como um molde. Eles são criaturas de corpo mole com aproximadamente 4-32 mm de diâmetro com uma média de 10 mm e uma altura de 2 mm em forma de cúpula. Eles têm três depressões centrais que são conectadas a depressões menores em forma de bolsa ao redor do perímetro do disco por canais. Especula-se que as depressões centrais sejam o estômago.

## Condições ambientais
Durante o final do Ediacarano, outros organismos que viviam no mar se diversificaram suas aparições através de frondomorfos, tribrachiomorfos e bilaterais. Esses organismos ediacaranos foram progressivamente superados por bilaterianos que se ancoraram no tapete microbiano do fundo do oceano com seus bulbos basais e possivelmente desenvolveram uma simbiose com microorganismos fotoautotróficos ou quimioautotróficos. 
Também havia conjuntos em forma de leque do Ediacarano de arranhões emparelhados encontrados no membro Ediacarano do Quartzito Rawnsley na Austrália, Kimberichnus teruzzii. Este fóssil mostrou sinais de um criador de vestígios de Kimberella quadrata, cuja morte ocorre ao mesmo tempo que os vestígios de Kimberella. 

## Descoberta
Os fósseis de Hallidaya foram encontrados por AL Halliday e MM Bruner perto do Monte Skinner na Austrália. Eles marcaram três locais e os rotularam como Monte Skinner Números. 1-3. Os fósseis encontrados foram dados a Mary Wade, que trabalhava no Departamento de Geologia da Universidade de Adelaide. Wade foi capaz de separar os fósseis em dois tipos, Forma A e Forma B, havendo duas vezes mais fósseis que se encaixaram a forma A quando comparados à Forma B. Wade denominou a Forma A de Hallidaya brueri e a Forma B de Skinnera brooksi.